# Provinz Antonio Quijarro
Antonio Quijarro ist eine Provinz im zentralen Teil des Departamento Potosí im Hochland des südamerikanischen Anden-Staates Bolivien.

## Lage
Die Provinz Antonio Quijarro ist eine von sechzehn Provinzen im Departamento Potosí. Sie erstreckt sich zwischen 19° 21' und 20° 59' südlicher Breite und zwischen 65° 46' und 67° 15' westlicher Länge. Sie grenzt im Norden an das Departamento Oruro, im Westen an die Provinz Nor Lípez, im Südosten an die Provinz Sur Chichas, im Osten an die Provinz Nor Chichas und die Provinz José María Linares und im Nordosten an die Provinz Tomás Frías.
Die Provinz erstreckt sich über 180 Kilometer in Ost-West-Richtung und 225 Kilometer in Nord-Süd-Richtung.

## Bevölkerung
Die Einwohnerzahl der Provinz Antonio Quijarro ist in den vergangenen drei Jahrzehnten um drei Viertel angestiegen:
| Jahr | Einwohner | Quelle       |
| ---- | --------- | ------------ |
| 1992 | 37 384    | Volkszählung |
| 2001 | 37 428    | Volkszählung |
| 2012 | 54 947    | Volkszählung |
| 2024 | 53 368    | Volkszählung |

Wichtigstes Idiom der Provinz mit 87 Prozent ist Spanisch, 74 Prozent der Bevölkerung sprechen Quechua. Hauptstadt der Provinz ist Uyuni mit 10.191 Einwohnern.
53 Prozent der Bevölkerung haben keinen Zugang zu Elektrizität, 85 Prozent haben keine sanitäre Einrichtung. 50 Prozent der Erwerbstätigen arbeiten in der Landwirtschaft, 8 Prozent im Bergbau, 5 Prozent in der Industrie, 37 Prozent im Bereich Dienstleistungen. 86 Prozent der Einwohner sind katholisch, 11 Prozent evangelisch.

## Gliederung
Die Provinz unterteilte sich bei der letzten Volkszählung von 2024 in die folgenden vier Verwaltungsbezirke (bolivianisch „Municipios“):
- 05-1201 Municipio Uyuni – 35.118 Einwohner
- 05-1202 Municipio Tomave – 7.811 Einwohner
- 05-1203 Municipio Porco – 14.626 Einwohner
- 05-1204 Municipio Jatun Ayllu Yura – 5.813 Einwohner

## Ortschaften in der Provinz Antonio Quijarro
- Municipio Uyuni
  - Uyuni 18.068 Einw. – Pulacayo 816 Einw. – Colchani 625 Einw. – Río Mulato 540 Einw. – Chacala 425 Einw. – Cerdas 345 Einw. – Coroma 251 Einw. – Chita 231 Einw. – Sullchi 94 Einw. – Noel Mariaca 86 Einw. – Huanchaca 30 Einw.

- Municipio Tomave
  - Tica Tica 915 Einw. – Tomave 661 Einw. – Tacora 620 Einw. – Calasaya 374 Einw. – Cuchagua 232 Einw. – Tarana 223 Einw. – Kilpani 191 Einw.– Tolapampa 135 Einw. – San Pedro de Opoco 115 Einw. – Ollerías 88 Einw. – Jancoyo 35 Einw.

- Municipio Porco
  - Porco 5287 Einw. – Agua de Castilla 2817 Einw. – Churcuita 454 Einw. – Chichuyo 211 Einw. – Chaquilla 145 Einw. – Carma 143 Einw. – Topala 134 Einw.

- Municipio Jatun Ayllu Yuca
  - Yura 968 Einw. – Caracota 277 Einw. – Challa Pampa 275 Einw. – Pelca 268 Einw. – Punutuma 249 Einw. – Tatuca 241 Einw. – Pajcha 229 Einw. – Pecataya 158 Einw. – Visigsa 126 Einw.